# Orphan Brigade
Orphan Brigade (engl.: orphan „Waise“) war der Spitzname der „Ersten Kentucky-Brigade“ (First Kentucky Brigade). Die Orphan Brigade kämpfte während des Amerikanischen Bürgerkrieges auf Seiten der konföderierten Armee. Sie bestand aus Infanterie, Kavallerie und Artillerie und war der größte in Kentucky während des Amerikanischen Bürgerkrieges rekrutierte Großverband. Ihr erster Kommandeur war – der in diesem Staat sehr populäre – John C. Breckinridge, ein ehemaliger Vizepräsident der Vereinigten Staaten.
Der Ursprung des Namens „Orphan Brigade“ ist unklar; er hat möglicherweise mit dem besonderen Status von Kentucky während des Amerikanischen Bürgerkriegs zu tun: Während sich Kentucky, offiziell, nie von den Nordstaaten löste, gab es in der Bevölkerung große Sympathien für die Konföderation. Daher gelang es Breckinridge auch, dort große Freiwilligenverbände aufzustellen. Da die Südstaaten aber nie die volle Kontrolle über Kentucky errangen, konnten die Soldaten der Ersten Kentucky-Brigade während des Krieges ihre Familien nicht besuchen, da ihnen sonst die Gefangenschaft drohte.
Die Orphan Brigade nahm an vielen Schlachten, Gefechten und Scharmützeln während des Bürgerkriegs teil, unter anderem auch an der Schlacht von Shiloh. Am 2. Januar 1863 erlitt die Brigade in der Schlacht am Stones River besonders hohe Verluste. Ihr damaliger Kommandeur, Brigadegeneral Roger Hanson, wurde am 2. Januar 1863 in dieser Schlacht tödlich verwundet, seinem Nachfolger Brigadegeneral Benjamin Hardin Helm ereilte während der Schlacht von Chickamauga am 20. September 1863 dasselbe Schicksal.